# Лесной (Ребрихинский район)
Лесной — посёлок в Ребрихинском районе Алтайского края. Входит в состав Пановского сельсовета.

## История
Основан в 1924 г. В 1928 году посёлок Сосновский состоял из 38 хозяйств, основное население — русские. В административном отношении входил в состав Пановского сельсовета Ребрихинского района Барнаульского округа Сибирского края.
В 1963 году указом Президиума Верховного Совета РСФСР посёлок Сосновка переименован в Лесной.

## Население
| 1926 | 1997 | 1998 | 1999 | 2000 | 2001 |
| ---- | ---- | ---- | ---- | ---- | ---- |
| 193  | ↘35  | ↗45  | ↘44  | ↗46  | ↗49  |
| 2002 | 2003 | 2004 | 2005 | 2006 | 2007 |
| ↘40  | ↘37  | ↘33  | →33  | ↘30  | →30  |
| 2008 | 2009 | 2010 | 2011 | 2012 | 2013 |
| ↗35  | ↘33  | ↘32  | ↗33  | ↗35  | ↗36  |

Национальный состав
Согласно результатам переписи 2002 года, в национальной структуре населения русские составляли 91 %.